# Mega Man X Collection
Mega Man X Collection es una colección exclusiva para Norteamérica de la saga Mega Man X desarrollado por Capcom y publicado el 10 de enero de 2006 para GameCube y PlayStation 2.
Tras el éxito comercial de Mega Man Anniversary Collection Capcom decidió seguir con una colección de los primeros juegos de Mega Man X. 
Los juegos incluidos en Mega Man X Collection son:
- Mega Man X  (SNES/PC)
- Mega Man X2 (SNES)
- Mega Man X3 (SNES/Saturn/PlayStation/PC)
- Mega Man X4 (Saturn/PlayStation/PC)
- Mega Man X5 (PlayStation/PC)
- Mega Man X6 (PlayStation/PC)
- Mega Man Battle & Chase (PlayStation)

Mega Man X y Mega Man X2 están basados en sus versiones originales para SNES. Los demás juegos están basados en sus versiones para PlayStation. Mega Man Battle & Chase es un juego desbloqueable después de completar los 3 primeros juegos. Se trata de un juego clásico de Go-Kart inédito en América del Norte.
Esta colección no incluye Mega Man X7 o Mega Man X8, ya que se encuentran actualmente disponibles en PlayStation 2, o cualquier spinoffs de la serie, tales como Mega Man X: Command Mission o alguno de los dos Mega Man Xtreme.

## Diferencias entre las versiones originales
- En Mega Man X3, Mega Man X4, Mega Man X5 y Mega Man X6, al cargar una partida el sonido se comprime por error, haciendo que la calidad de audio sea baja.

- Mega Man X4, Mega Man X5 y Mega Man X6 ya no tienen función de vibración.

- Los diálogos de Mega Man X han sido cambiados ligeramente, X grita Dan (inglés) al iniciar el juego, Sigma ya no dice vahe en sus diálogos y X ya no grita Hadouken cuando usa ese ataque.

- La versión de Mega Man X3  no es la Versión Original de SNES de 16 bits, sino la de PlayStation y Sega Saturn de 32 bits, que incluye escenas cortas de anime y música mejorada.
- Mega Man X y Mega Man X2 no tienen la música emulada sino copiada y vuelta a poner; esto ocasiona que después de un tiempo se reinicie la canción abruptamente.

- Mega Man X6 ha perdido el doblaje japonés presente en la edición de PS1 (pero el intro japonés se mantuvo).

- En Mega Man X4, Slash Beast ruge más y ataca menos.

- La velocidad de juego en los primeros 3 juegos (X1, X2 y X3) se ha aumentado ya que la consola SNES tenía un problema que hacía que el juego corriera un poco más lento de lo normal en algunas partes debido a las limitaciones de gráficos.

- Por los problemas de emulación del chip especial de Mega Man X2 y Mega Man X3 (El Chip "Cx4"), a veces los efectos de sonido se pueden cortar.

- Hay algunos errores en Mega Man X5, cuando la palabra "it's" aparece como "8's" o "B's"; esto parece ocurrir por la reinserción de la traducción de los textos al inglés.

- Ahora los primeros juegos tienen la función de guardar y ya no es necesario usar una contraseña, también todos los juegos tienen una nueva pantalla de guardado.

- Mega Man Battle & Chase es un juego desbloqueable que está basado en su versión europea de PS1, los comentarios de carreras presentes en la versión japonesa no están en la colección.